# Château de Torre Canavese
Le château de Torre Canavese (en italien : Castello di Candia Canavese) est un château situé dans la commune de Torre Canavese près d'Ivrée au Piémont, en Italie.

## Histoire
Selon la tradition, le château est fondé en 998 par le second fils d'Arduin d’Ivrée, Guidon, qui y réside jusqu’en 1018, année où il est élu marquis d’Ivrée.  
Au fil des siècles, le château subit de nombreuses transformations et modernisations, tout en conservant des éléments d’origine tels que la tour, les murs entourant le sommet de la colline et la chapelle. En 1968, la famille Datrino achète la propriété aux comtes Balbo de Vinadio et la transforme en une galerie d’antiquités qui accueille des expositions de grande importance, notamment « Les Trésors du Kremlin » en 1993 et « Gemmes et diamants » en 1994.